# Sardarapatmonumentet

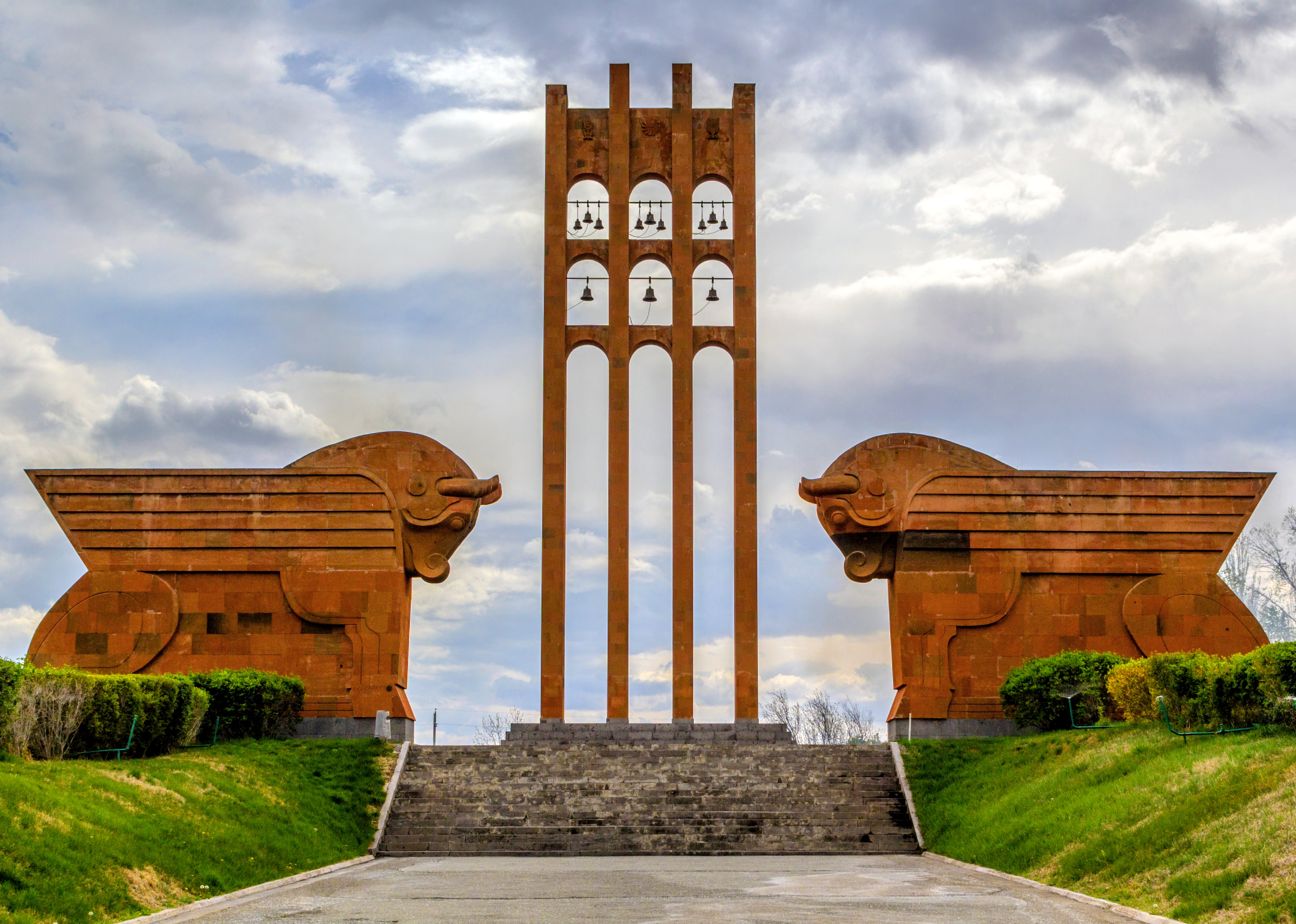
Sardarapatmonumentet

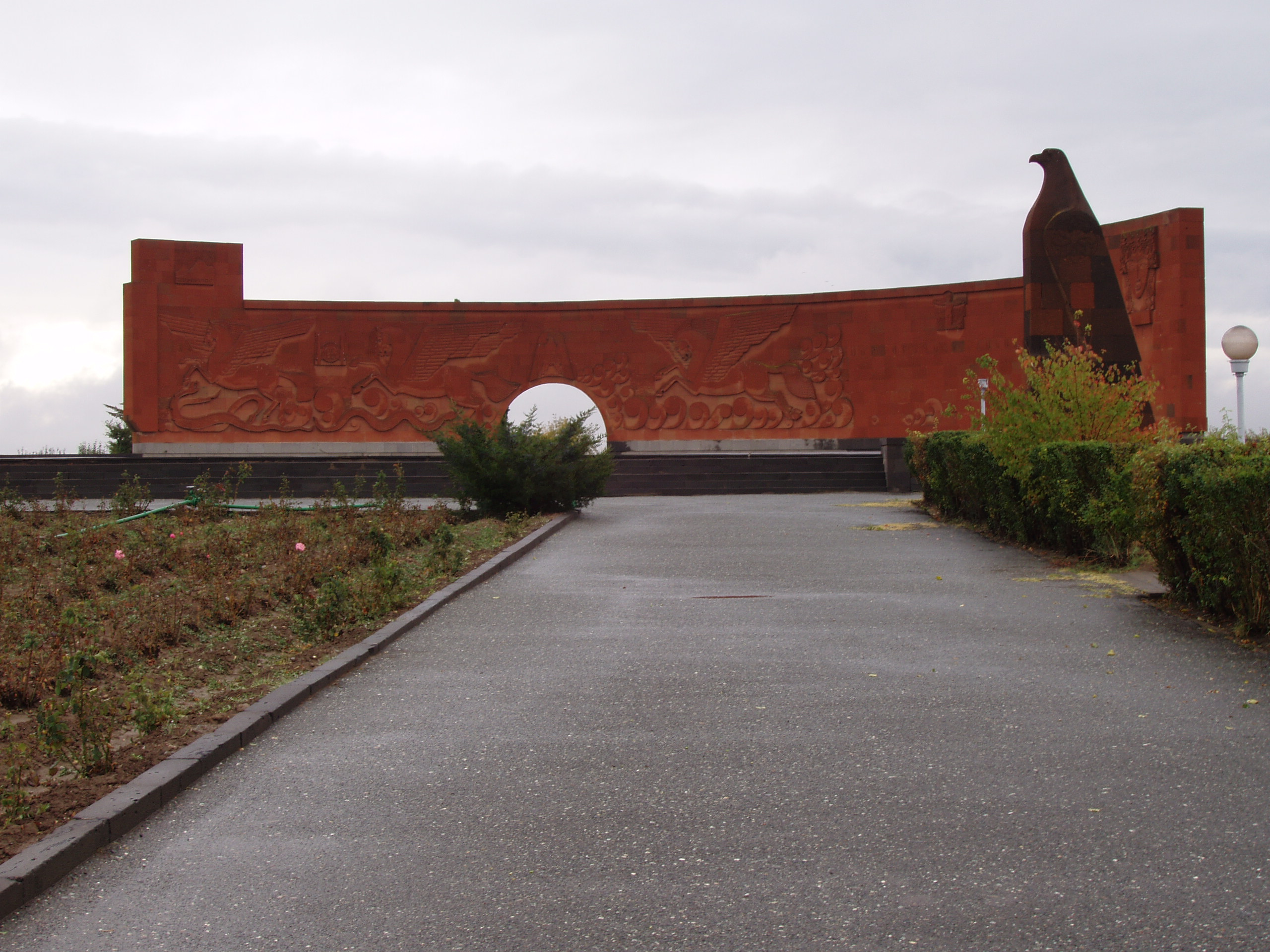
Minnesmuren

Sardarapatmonumentet är ett minnesmärke över Slaget vid Sardarapat, som finns i byn Araks i Armavirprovinsen i Armenien. Det är beläget elva kilometer sydväst om staden Armavir. En minnespark anlades 1968 på platsen för slaget. 
Sardarapatmonumentet är en symbol för stolthet och överlevnad. Det markerar platsen för Armeniens framgångsrika sista, sena ansträngning för att rädda nationen från att utplånas. Slaget vid Sardarapat utkämpades den 21–26 maj 1918. Mot alla odds, och mot bakgrund av det Armeniska folkmordet de föregående åren, lyckades den armeniska styrkan besegra den invaderande turkiska armén.

## Utformning
Själva minnesmärket ritades av arkitekten Rafajel Israjeljan, medan dess skulpturer skapats av Ara Harutiunjan, Arsjam Sjahinjan och Samvel Manasian.
Entrén till minnesmärket flankeras av stora bevingade oxar huggna i röd tuff. En trappa leder till en kvadratisk plats, på vilken står ett 26 meter högt klocktorn, som kan ses från långt avstånd. Klockorna ringer på årsdagen av armeniernas militära seger. Monumentet vaktas av stora bevingade lejon och flankeras av en minnespark för dödade i strider om Karabakh.
Vid monumentet ligger också Sardarapats etnografiska museum.

## Bildgalleri

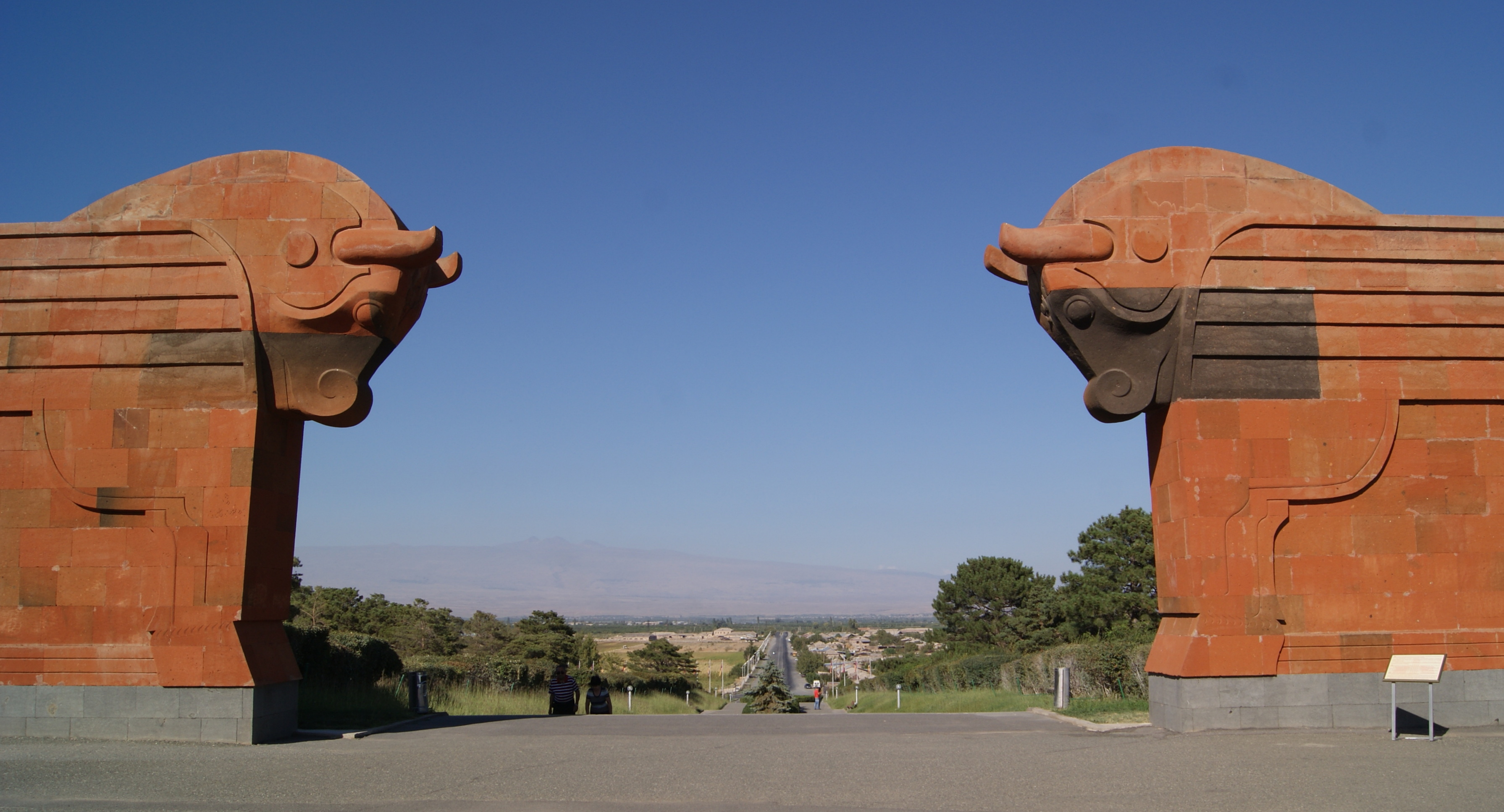
Entrén
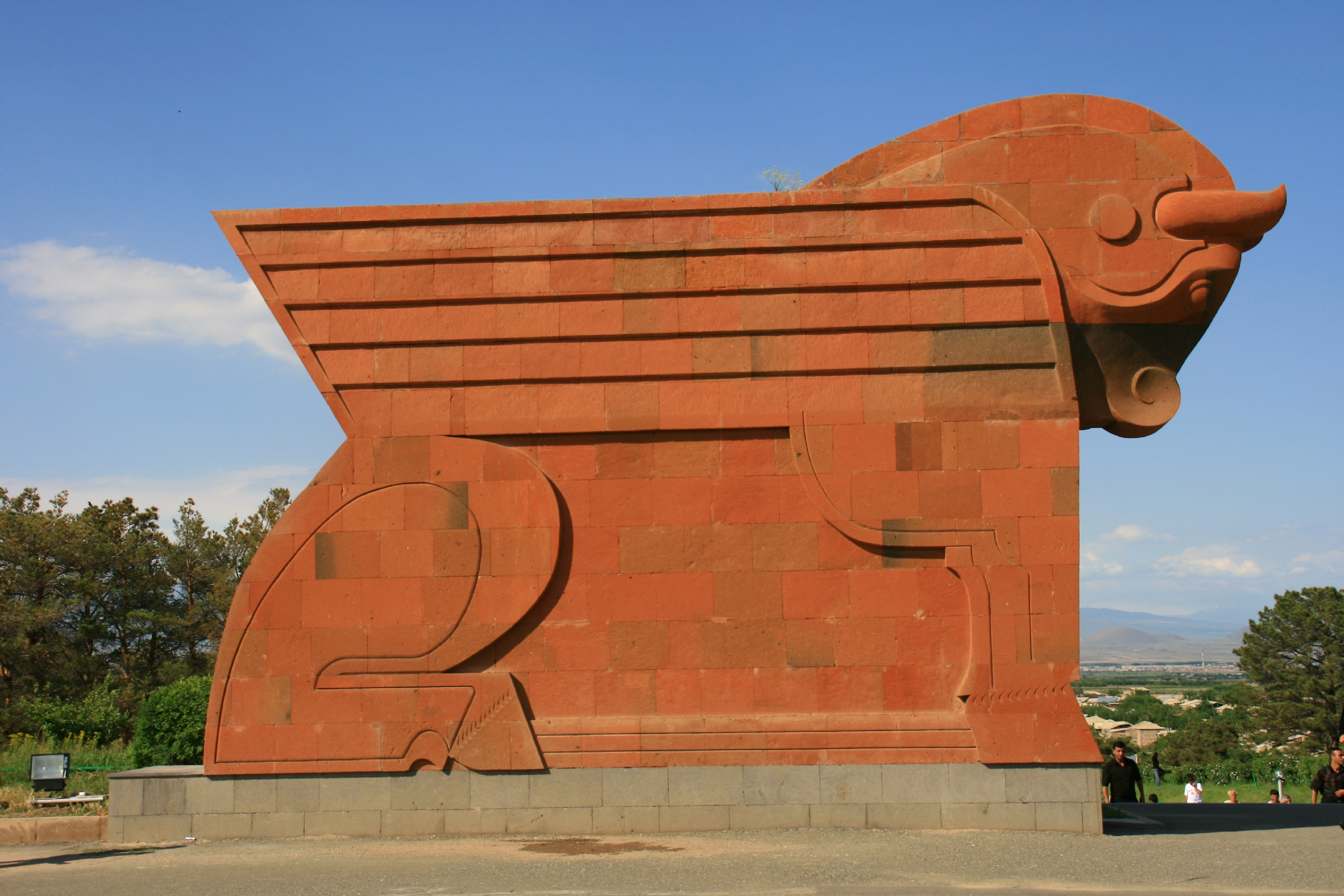
Oxe i röd tuff
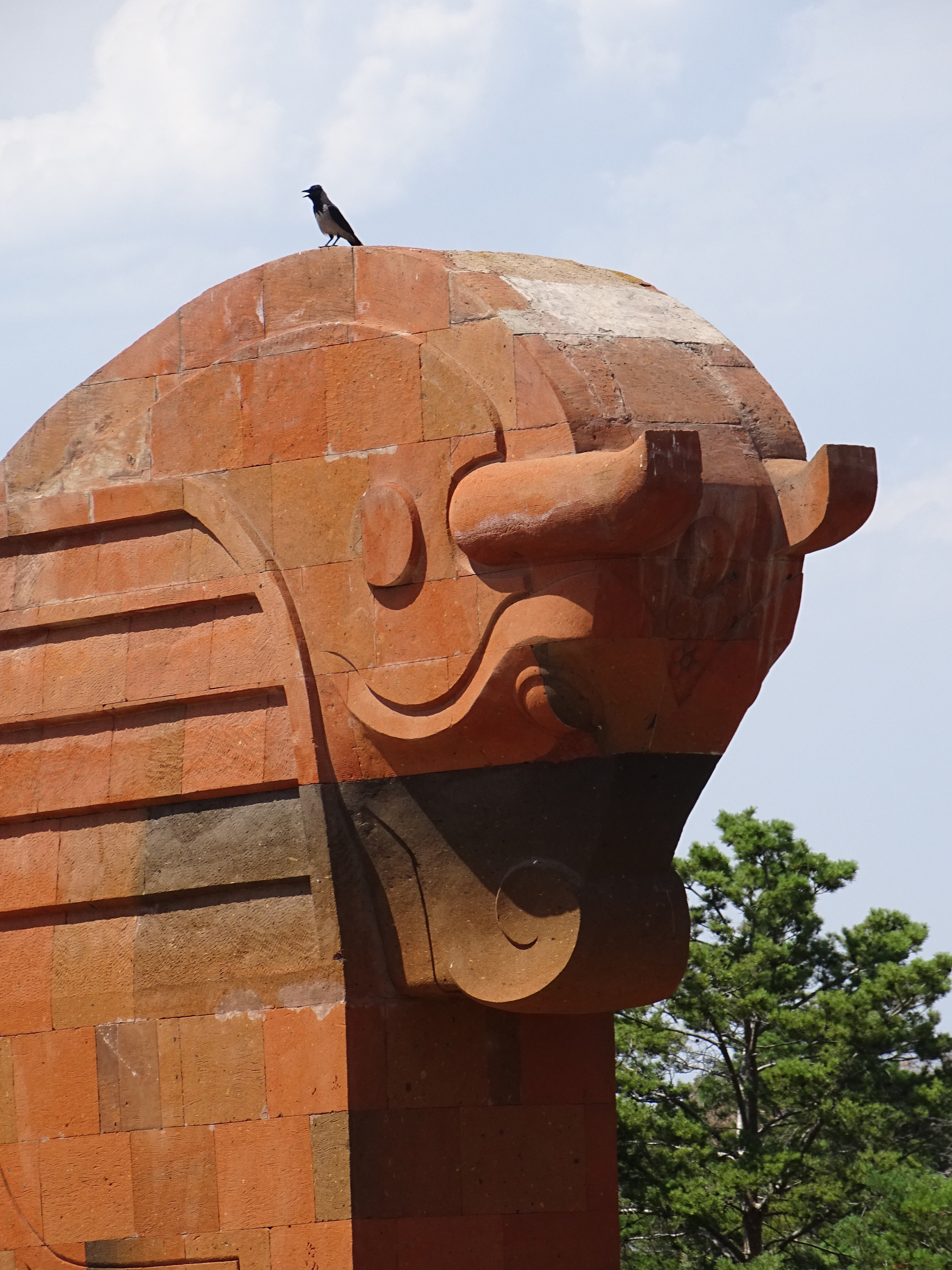
Oxhuvud
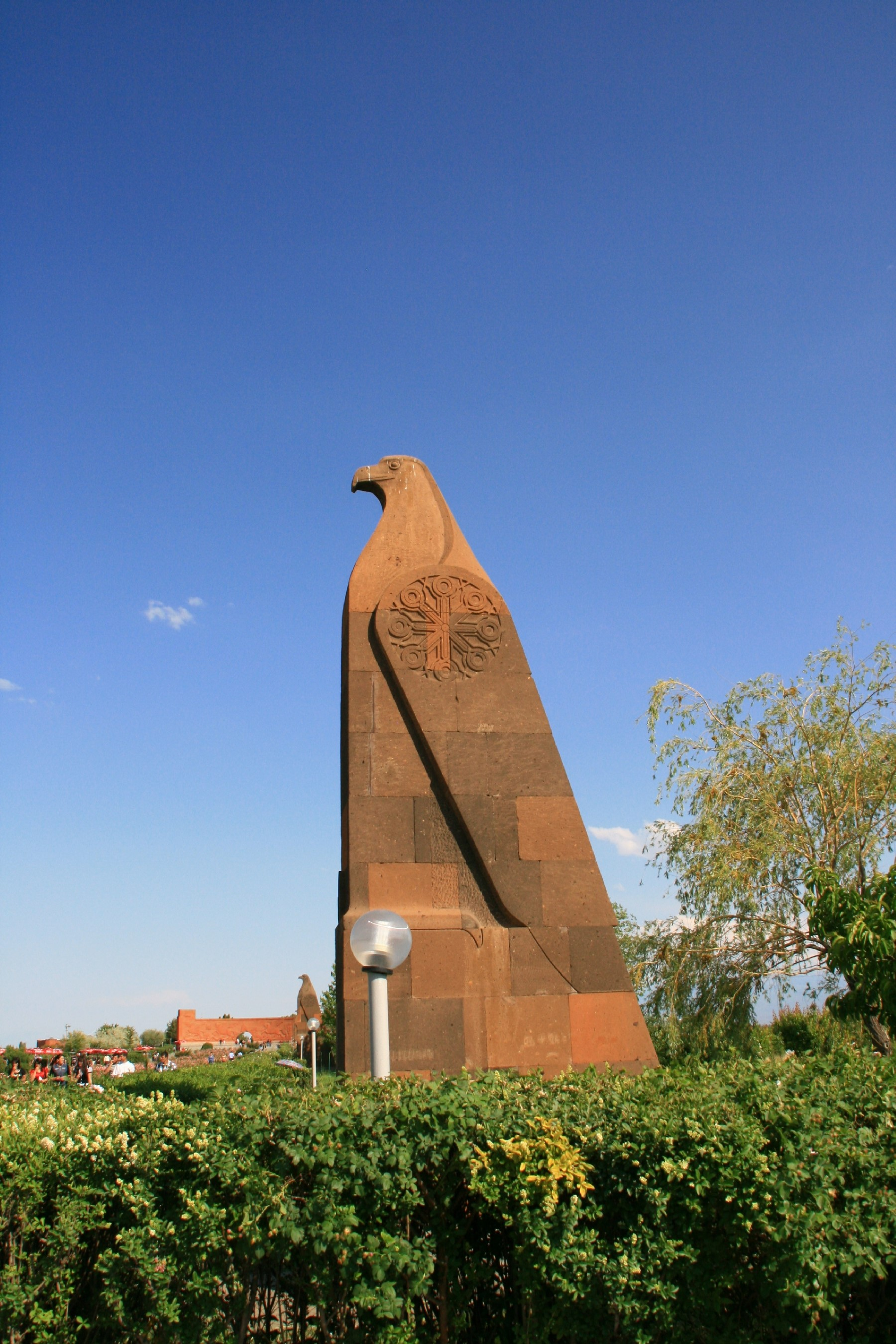
Rovfågel
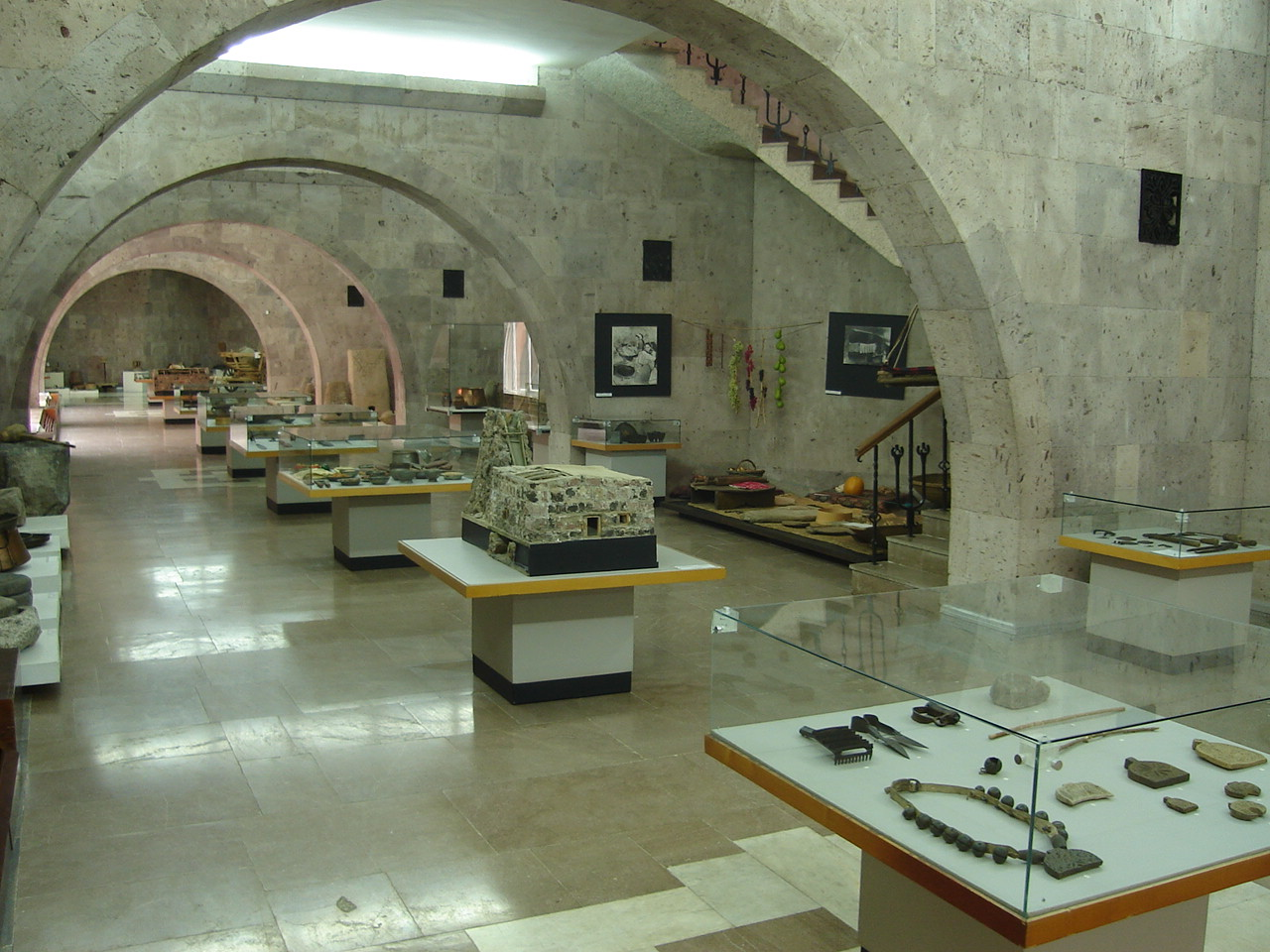
Sardarapats etnografiska museum
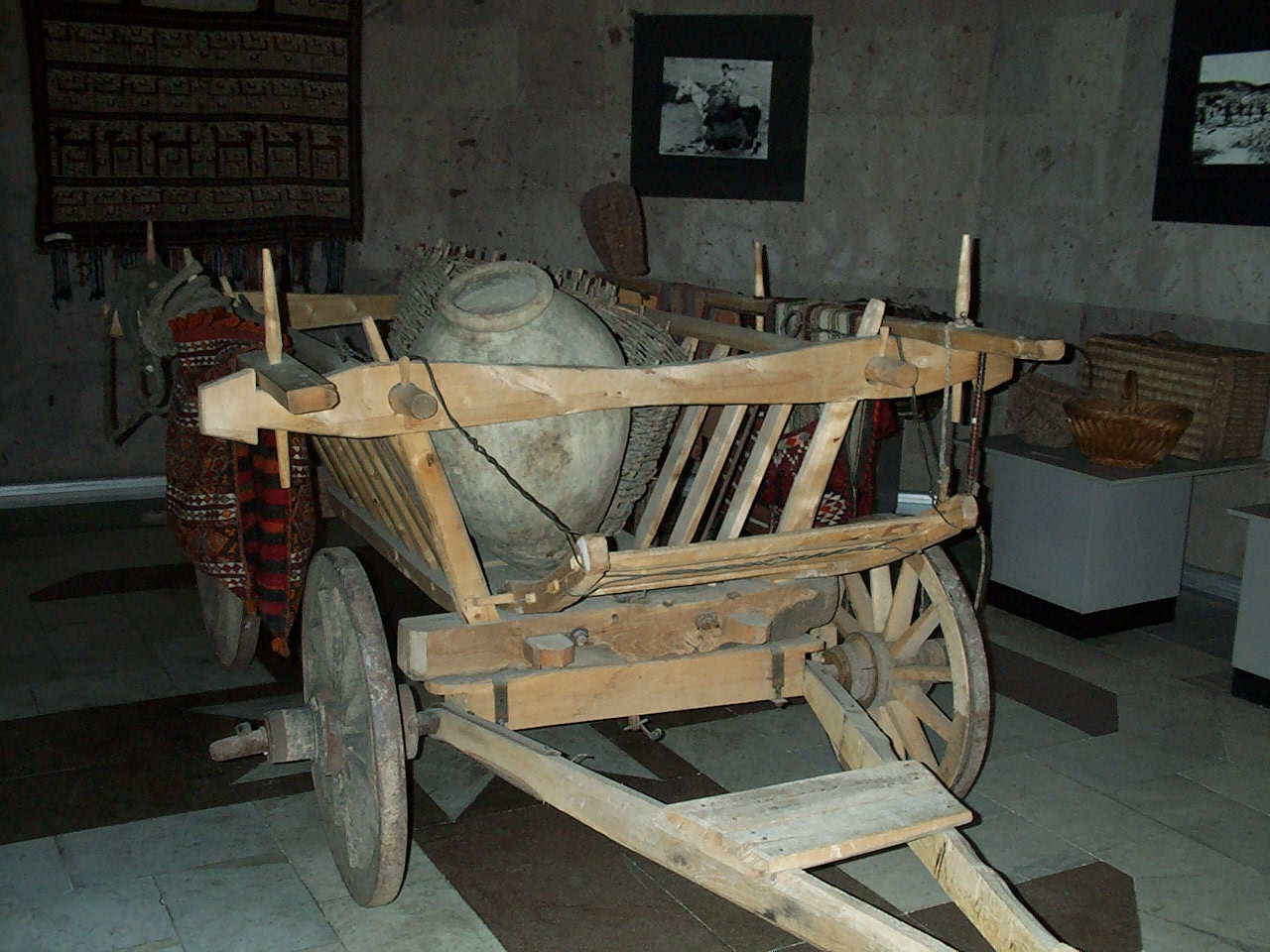
Sardarapats etnografiska museum